# Eurovision Song Contest 1971
Eurovision Song Contest 1971 indførte et helt nyt pointsystem, hvor alle sange fik mellem 1 og 5 point fra i alt 36 jurymedlemmer. Dette sikrede at ingen fik det kedelige nul point.
Problemerne i kølvandet fra 1969 havde lagt sig og flere lande vendte tilbage. Desuden debuterede Malta.
Solisten Séverine, der sang for Monaco, vandt, og hun havde rent faktisk aldrig været i Monaco og har heller ikke været der efterfølgende.
Deltageren fra Norge vendte tilbage i 1985 som en del af duoen Bobbysocks.

## Deltagere og resultater
| Land (Sprog)   | Solist                        | Sang (Uofficiel oversættelse)  | Plads. | Point |
| -------------- | ----------------------------- | ------------------------------ | ------ | ----- |
| Østrig         | Marianne Mendt                | Musik                          | 16     | 66    |
| Malta          | Joe Grech                     | Marija I-Maltija               | 18     | 52    |
| Monaco         | Séverine                      | Un banc, un arbre, une rue     | 1      | 128   |
| Schweiz        | Peter, Sue & Marc             | Les illusions de nos vingt ans | 12     | 78    |
| Vesttyskland   | Katja Ebstein                 | Diese Welt                     | 3      | 100   |
| Spanien        | Karina                        | En un mundo nuevo              | 2      | 115   |
| Frankrig       | Serge Lama                    | Un jardin sur la terre         | 10     | 83    |
| Luxembourg     | Monique Melsen                | Pomme, pomme, pomme            | 13     | 70    |
| Storbritannien | Clodagh Rodgers               | Jack in the box                | 4      | 98    |
| Belgien        | Lily Castel & Jacques Raymond | Goeie morgen, morgen           | 15     | 68    |
| Italien        | Massimo Ranieri               | L'amore è un attimo            | 5      | 91    |
| Sverige        | Family Four                   | Vita vidder                    | 6      | 85    |
| Irland         | Angela Farrell                | One day love                   | 11     | 79    |
| Holland        | Saskia & Serge                | De tijd                        | 7      | 85    |
| Portugal       | Tonicha                       | Menina do alto da serra        | 9      | 83    |
| Jugoslavien    | Krunoslav Slabinac            | Tvoj djecak je tuzan           | 14     | 68    |
| Finland        | Markku Aro & Koivisto Sisters | Tie uuteen päivään             | 8      | 84    |
| Norge          | Hanne Krogh                   | Lykken er                      | 17     | 65    |

53°20′25″N 6°15′42″V / 53.340312°N 6.261601°V